# Гай Каніній Ребіл (претор)
Гай Каніній Ребіл (*Gaius Caninius Rebilus, бл. 210 до н. е. — після 171 до н. е.) — політичний діяч часів Римської республіки.

## Життєпис
Походив з плебейського роду Канініїв. Про батьків майже нічого невідомо. Є першим відомим зі свого роду, який увійшов до римського сенату. У 171 році до н. е. обирається претором. У 170 році до н. е. як провінцію отримує Сицилію. Того ж року його молодший брат Марк був послом до Македонії. Подальша доля невідома.

## Родина
Мав сина Гая, який був міським претором (невідомого в якому році). Онук Гай Каніній Ребіл став консулом-суфектом у 45 році до н. е.